# Kraśnicki Obszar Chronionego Krajobrazu
Kraśnicki Obszar Chronionego Krajobrazu – obszar chronionego krajobrazu w województwie lubelskim utworzony w 1990 roku. Zajmuje powierzchnię 292,08 km².
Jest położony na terenie trzech powiatów: 
- powiat kraśnicki – miasto i gmina Kraśnik, gminy Dzierzkowice, Urzędów, Wilkołaz, Zakrzówek,
- powiat lubelski – gmina Zakrzew,
- powiat opolski – gmina Józefów nad Wisłą[2].

Jest to obszar o znikomych przekształceniach środowiskowych, dzięki czemu występuje w nim wiele rzadkich roślin, między innymi: ligustr pospolity, rdestnica (Potamogeton natans i Potamogeton pectinatus), obuwik pospolity, wiśnia karłowata.
Stwierdzono również występowanie rzadkich gatunków owadów (mieniak tęczowiec, ogończyk dębowiec, paź królowej), płazów (ropucha zielona, grzebiuszka), ptaków (makolągwa, żołna, myszołów) i ssaków (smużka).
Na terenie Kraśnickiego Obszaru Chronionego Krajobrazu znajduje się jeden rezerwat przyrody – Natalin.